# Иванов, Иван Иванович (генерал-майор авиации)
Иван Иванович Иванов (25 апреля 1910,  Курнаково-Липовское,  область Войска Донского, Российская империя — 27 сентября 1976,  СССР) — советский военачальник, генерал-майор авиации (01.03.1946).

## Биография
Родился в слободе Курнаково-Липовское, ныне Курно-Липовка, Тарасовский район, Ростовская область, Россия. Русский.

### Военная служба

#### Межвоенные годы
6 июня 1928 года был призван в РККА и направлен курсантом в Военно-теоретическую школу ВВС РККА (г. Ленинград). По ее окончании в октябре его перевели в Вольскую объединённую военную школу лётчиков и авиатехников. В мае 1929 года окончил эту школу и убыл для продолжения обучения во 2-ю военную школу летчиков им. Осоавиахима. По завершении обучения в октябре 1930 года он был оставлен служить в этой школе, где исполнял должность летчика-инструктора, командира звена, врид командира авиаотряда. В феврале 1938 года переведен в ЗакВО на должность летчика-инструктора по технике пилотирования 95-й истребительной авиабригады в город Баку, из-за болезни к месту назначения прибыл лишь в мае и  был назначен в 45-й истребительный авиационный полк. Здесь проходил службу помощником командира и врид командира эскадрильи. С декабря 1938 года исполнял должность инспектора-летчика по технике пилотирования Управления ВВС округа в городе Тбилиси. В декабре 1940 года убыл на курсы усовершенствования при Военной академии командного и штурманского состава ВВС Красной армии, которые окончил в июне 1941 года.  Находясь на учебе, 27 марта 1941 года он был назначен командиром 270-го истребительного авиаполка ВВС ЗакВО, однако в должность вступил лишь в июне — по окончании курсов.

#### Великая Отечественная война
В начале  войны майор Иванов продолжал командовать этим полком. В августе он назначается командиром 25-й истребительной авиадивизии ВВС ЗакВО. С 25 августа по 5 сентября 1941 года в должности командующего ВВС 44-й армии принимал участие в Иранском походе, затем вступил в командование 27-й истребительной авиадивизии. В декабре 1941 года дивизия передислоцируется на Закавказский фронт. Участвовала в Керченско-Феодосийской десантной операции. В ходе операции части дивизии выполняли задачи по обеспечению боевых действий наземных войск при овладении ими города Керчь и Керченским полуостровом.  В 1942 году Иванов вступает в ВКП(б). С конца января 1942 года дивизия под командованием Иванова действовала в составе Крымского фронта, прикрывала порты и морские транспорты. После эвакуации советских войск с Крымского полуострова и ликвидации Крымского фронта с мая дивизия входила в состав Северо-Кавказского фронта.
5 июля 1942 года подполковник И. И. Иванов назначается командиром 286-й истребительной авиадивизии, которая в конце июля вошла в состав 15-й воздушной армии и вела боевые действия на Брянском фронте. Летом 1942 года она участвовала в Воронежско-Ворошиловградской оборонительной операции, в ходе которой совершила 1648 боевых вылетов, в 103 воздушных боях сбила 50 самолетов противника. Затем она проводила частные операции по коммуникациям противника в районах Касторное, Кшень, Мармыжи, Землянск. Только в период с 12 августа по 15 сентября дивизией было совершено 1615 боевых самолето-вылетов, проведено 83 воздушных боя, в которых сбито 83 вражеских самолетов. С середины сентября дивизия вела боевые действия на Воронежском фронте, обеспечивая наступательные действия наземных войск в направлении Семилуки, Воронеж. В октябре 1942 года — январе 1943 года ее части проводили частные операции по коммуникациям и аэродромам противника в районах Брянск, Орёл, Курск.
В январе — марте 1943 года дивизия  поддерживала войска Брянского фронта в ходе Воронежско-Касторненской наступательной операции. За успешные боевые действия по освобождению городов Курск и Касторное двум полкам дивизии были присвоены почетные наименования (721-му — «Касторненский», 896-му — «Курский»). В марте 1943 года дивизия вошла в состав 16-й воздушной армии Центрального фронта и участвовала в Курской битве, в Орловской наступательной операции. Осенью 1943 года и зимой 1943-1944 гг. ее части поддерживали войска Центрального фронта в ходе наступления на севском, конотопском, киевском, черниговско-мозырском и гомельском направлениях. Всего за период с 5 июля 1943 года по 1 марта 1944 года дивизией было совершено 5965 самолето-вылетов, проведено 193 воздушных боя, в которых сбито 180 самолетов противника. За успешное выполнение заданий командования при освобождении города Нежин дивизия 15 сентября 1943 года получила почетное наименование «Нежинская », а за освобождение города Гомель 26 ноября 1943 года награждена орденом Красного Знамени. Летом 1944 года части дивизии принимали участие в Белорусской наступательной операции, осенью — в освобождении восточных районов Польши, в январе — феврале 1945 года в Варшавско-Познанской наступательной операции.
В феврале 1945 года, в ходе Восточно-Померанской операции полковник  Иванов назначен командиром 3-й гвардейской истребительной авиадивизии,  сменив на этом посту полковника Василия Сталина, и участвовал с ней в Берлинской наступательной операции.
Во время войны Иванов лично совершил 58 боевых вылетов на сопровождение штурмовиков, прикрытие транспортов и портов.
Комдив Иванов за время войны был три раза персонально упомянут в благодарственных приказах Верховного Главнокомандующего.

#### Послевоенное время
После войны полковник  Иванов продолжал командовать 286-й авиадивизией. В июне 1946 года он назначается начальником Борисоглебского ордена Ленина Краснознаменного военного училища летчиков им. В. П. Чкалова. С декабря 1948 года по январь 1951 года учился в Высшей военной академии им. К. Е. Ворошилова, по окончании которой направлен в специальную командировку по линии 10-го управления Генштаба. С июня 1953 года и до выхода в отставку занимал должность заместителя начальника Управления вузов ВВС.

## Награды
- орден Ленина (21.08.1953[4])
- четыре ордена Красного Знамени (14.02.1943[5], 10.03.1943[6], 21.01.1944[7], 20.06.1949[4])
- орден Суворова II степени (06.04.1945)[8]
- два ордена Кутузова II степени (23.07.1944[9], 31.05.1945[10]
- орден Александра Невского (28.07.1943)[11]
- орден Красной Звезды (03.11.1944)[4]

медали в том числе:
- - «За оборону Кавказа»
  - «За победу над Германией в Великой Отечественной войне 1941—1945 гг.»
  - «За взятие Берлина»
  - «За освобождение Варшавы»
  - «Ветеран Вооружённых Сил СССР»

Приказы (благодарности) Верховного Главнокомандующего в которых отмечен И. И. Иванов.
- За овладение крупным железнодорожным узлом и городом Нежин — важнейшим опорным пунктом обороны немцев на путях к Киеву. 15 сентября 1943 года. № 12.
- За овладение городом областным и крупным промышленным центром Белоруссии городом Гомель — важным узлом железных дорог и мощным опорным пунктом обороны немцев на полесском направлении. 26 ноября 1943 года. № 46.
- За форсирование реки Друть и прорыв сильной, глубоко эшелонированной обороны противника на фронте протяжением 30 километров и продвижение в глубину до 12 километров, а также захват более 100 населенных пунктов, среди которых Ректа, Озеране, Веричев, Заполье, Заболотье, Кнышевичи, Моисеевка, Мушичи, и блокирование железной дороги Бобруйск — Лунинец в районе ст. Мошна, Черные Броды. 25 июня 1944 года № 118.